# Stenodynerus securus
Stenodynerus securus  (лат.) — вид одиночных ос (Eumeninae).

## Распространение
Кыргызстан (Kyzyl Oj am Koko Meren, Kirghizakyl Mts., Tchon Aryk, Aksu-Dzhabagly-Reservat, Западный Тянь-Шань). Обнаружены на высоте от 900 до 1800 метров.

## Описание
Мелкие одиночные осы (тела около 7 мм). По некоторым признакам близок к виду одиночных ос Stenodynerus aequisculptus Kostylev, 1940. Вид был описан в 2002 году австрийским энтомологом Йозефом Гусенляйтнером (нем. Josef Gusenleitner; Линц, Австрия). Взрослые самки охотятся на личинок насекомых  для откладывания в них яиц и в которых в будущим появится личинка осы.